# 长沙火车站 (地铁)
长沙火车站地铁站，位于中华人民共和国湖南省长沙市芙蓉区五一大道与车站中路交叉口长沙站站前广场地下，是长沙地铁2号线与3号线的地铁换乘站。2号线车站自五一大道最东端起、下穿车站路至铁路长沙站站前广场偏售票厅一侧，呈自西往东偏南方向布置，于2014年4月29日启用；3号线车站位于站前广场西侧，沿车站路南北向布置，于2020年6月28日启用，两线T字换乘。本站对接广铁长沙火车站普速场，搭乘S、D、G字头列车(城际线)的乘客可在2号线锦泰广场下车，亦可通过长沙火车站内的换乘通道到达锦泰广场一侧的城际候车室乘车。
- 2号线列车行驶于
锦泰广场至长沙火车站区间
路线图上可见城铁换乘标志

## 车站结构

### 楼层分布
| 地下 一层 |                                        | 大厅、售票机、客服中心、便利店 出入口 |  |
| 地下 二层 |                                        | 2号线列车往梅溪湖西（下一站：袁家岭） |  |
| 地下 二层 | 岛式月台，左边车门将会开启             |                                       |  |
| 地下 二层 | 2号线列车往光达 （下一站：锦泰广场）   |                                       |  |
| 地下 三层 |                                        | 3号线列车往广生（下一站：烈士公园东） |  |
| 地下 三层 | 岛式月台，左边车门将会开启             |                                       |  |
| 地下 三层 | 3号线列车往湘潭北站 （下一站：朝阳村） |                                       |  |

### 出口
该站目前总共开放六个出入口。1号口位于五一大道地下通道内；2号口位于五一大道和车站路丁字路口西南角的人行道上；3号口位于售票厅旁边、靠车站路一侧，并配备升降电梯；4、5号口分别位于进站口和出站口附近；6号口位于车站路靠邮局一端的地下通道内。
| 出口编号                              | 照片 | 无障碍设施 | 通往道路 | 可到达目的地 | 备注 |
| ------------------------------------- | ---- | ---------- | -------- | ------------ | ---- |
| 出口 · 1L                             |      | 不適用     |          |              |      |
| 出口 · 2L · 扶手电梯标志              |      | 不適用     |          |              |      |
| 出口 · 3L · 升降机标志 · 扶手电梯标志 |      |            |          |              |      |
| 出口 · 4L · 扶手电梯标志              |      | 不適用     |          |              |      |
| 出口 · 5L · 升降机标志 · 扶手电梯标志 |      |            |          |              |      |
| 出口 · 6L · 扶手电梯标志              |      | 不適用     |          |              |      |
| 註： 設有 \| 設有扶手電梯             |      |            |          |              |      |

### 换乘
2号线通车时本站已作预留。两线大致呈倒T字形，2号线月台中部和3号线月台南端（山塘方向）之間有樓梯連接。

### 车站实景

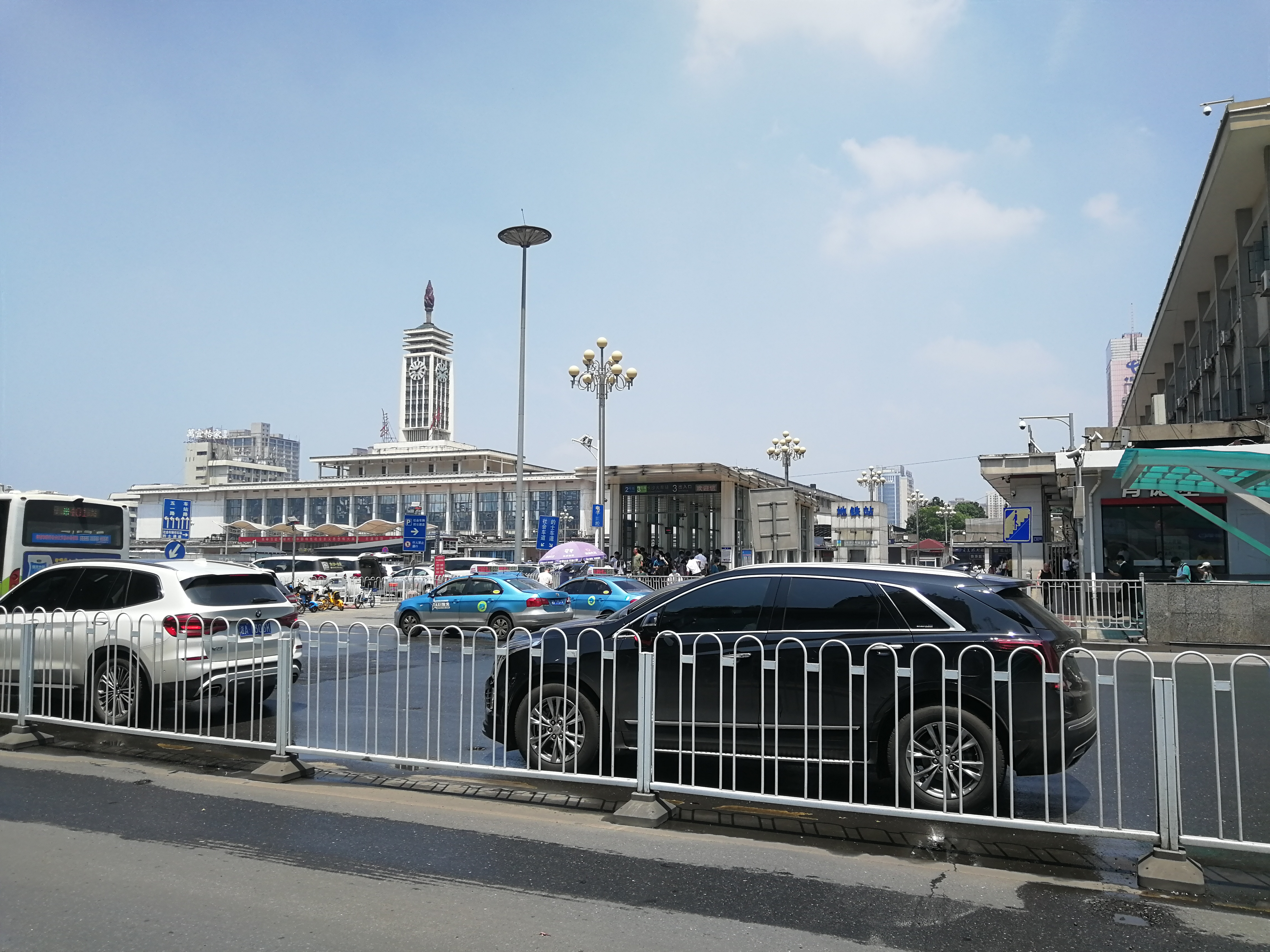
长沙火车站3号口附近
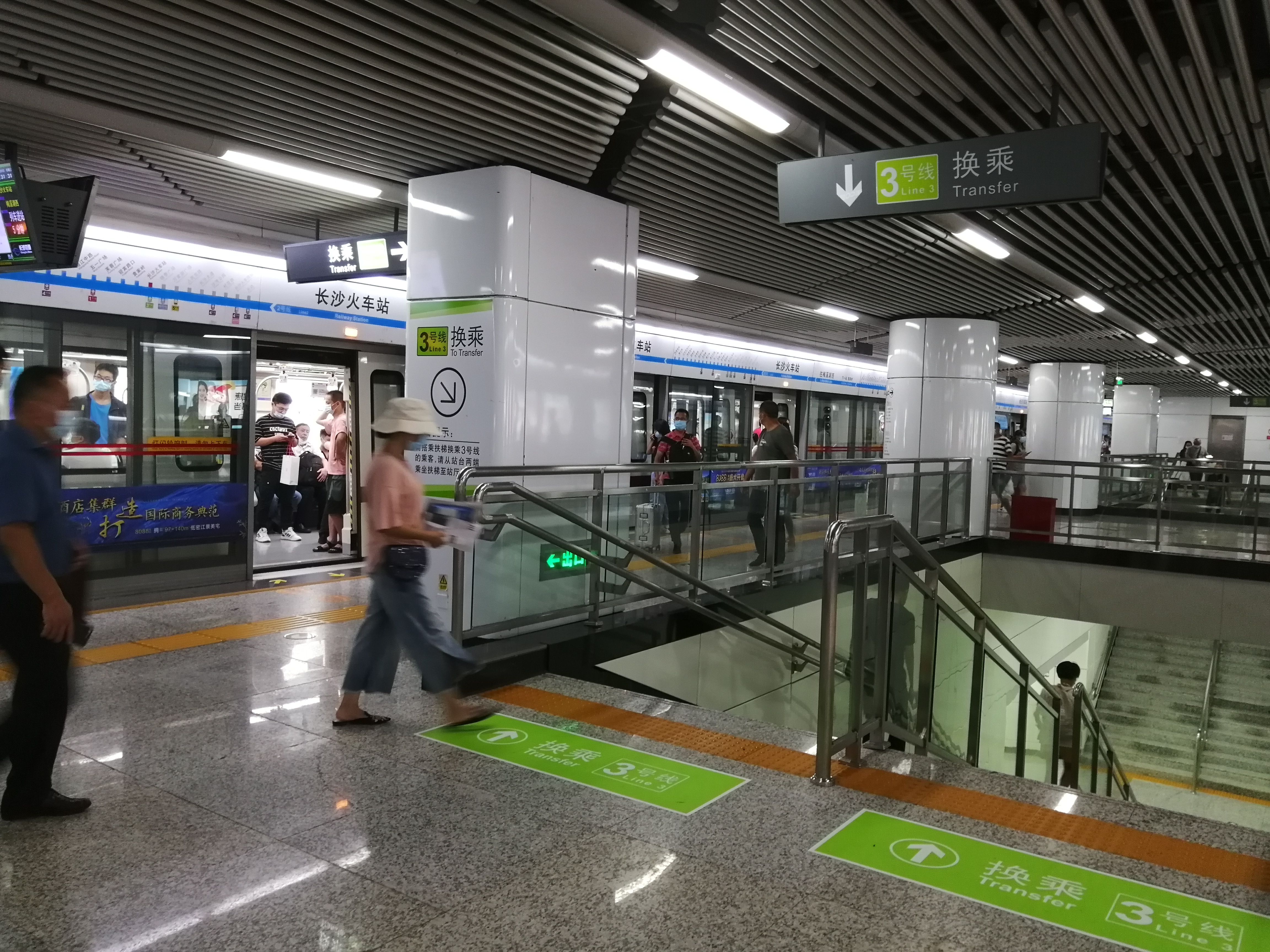
2号线月台
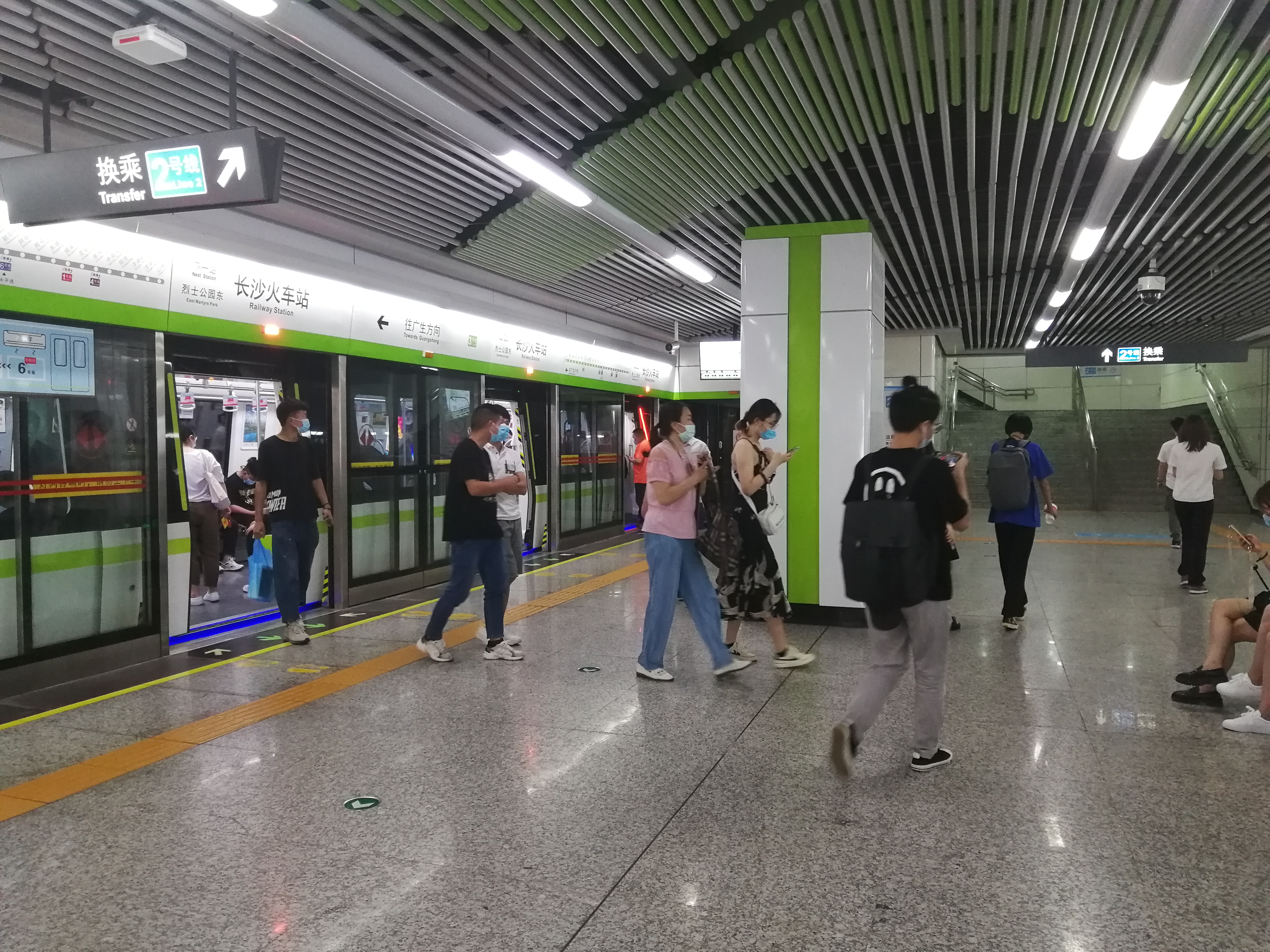
3号线月台

## 交通

### 公交车
| 线路      | 起讫站                                  |
| --------- | --------------------------------------- |
| 1路       | 长沙火车站-碧沙湖                       |
| 7路       | 长沙火车站-汽车南站                     |
| 9路       | 长沙火车站-沿河路公交首末站             |
| 10路      | 长沙火车站-湖南农大                     |
| 12路      | 长沙火车站-汽车西站                     |
| 101路     | 碧沙湖-德汇路口                         |
| 104路     | 长沙火车站-九峰公园                     |
| 105路     | 长沙火车站-大托城外城                   |
| 107路     | 长沙火车站-汽车南站                     |
| 108路     | 长沙火车站-书院路                       |
| 111路     | 长沙火车站-栖凤路公交首末站             |
| 112路     | 湘江世纪城(金泰路西)-营盘路浏阳河大桥西 |
| 113路     | 长沙火车站-163医院                      |
| 114路     | 长沙火车站-长沙黄花机场                 |
| 117路     | 长沙火车站-观沙岭小区                   |
| 118路     | 长沙火车站-信息产业园                   |
| 121路     | 长沙火车站-泰禹家园                     |
| 126路     | 长沙火车站-汽车东站                     |
| 127路     | 长沙火车站-东一路公交首末站             |
| 135路     | 长沙火车站-长沙火车南站                 |
| 136路     | 长沙火车站-东一路公交首末站             |
| 139路     | 芙蓉苑总站-猴子石路口                   |
| 148路     | 长沙火车南站-匍园路公交首末站           |
| 158路     | 长沙火车站-东一路公交首末站             |
| 168路     | 汽车东站-汽车西站(河西交通枢纽过渡站)   |
| 169路     | 长沙火车站-韶光社区                     |
| 171路     | 长沙火车站-长沙火车站                   |
| 225路     | 长沙火车站-王家湾                       |
| 317路     | 湖南农大-长华小区                       |
| 362路     | 长沙火车站-警校北门                     |
| 401路     | 长沙火车站-中华岭村                     |
| 602路     | 芙蓉苑总站-省植物园                     |
| 803路     | 新开铺路口-新开铺路口                   |
| 805路     | 新联路青山路口-洪山桥                   |
| 905路     | 长沙火车站-江山帝景公交首末站           |
| 立珊专线  | 长沙火车站-中南大学学生公寓             |
| 旅1路     | 长沙火车站-科教新村                     |
| 星沙103路 | 锦泰广场-上海大众                       |

### 出租车
由1，2号口出站后皆为出租车常见路段，值得一提的是，3号口出站后往南行50米左右常有出租车在路口停车待客，方向为车站中路南往北方向。

### 机场快线
由1号口出站后经左侧地下通道出口出行后前行两百米左右为民航大酒店，可乘机场快线至长沙黄花机场。

## 车站周边
- 长沙火车站
- 阿波罗商业广场
- 晓园公园
- 国储电脑城